# 戴賓周
戴賓周（1831年—？），四川重慶府忠州人，清朝政治人物。

## 生平
同治十二年（1873年）癸酉科四川鄉試舉人，光緒六年（1880年）庚辰科三甲進士，十四年（1888年）六月選保寧府教授。